# Adrián Fuentes González
Adrián Fuentes González (Madrid, 17 luglio 1996) è un calciatore spagnolo, attaccante del Córdoba.

## Carriera
Nato a Madrid, è cresciuto calcisticamente nel settore giovanile del Moratalaz. Nell'agosto 2015, ha svolto un provino con l'EF Alhama, formazione militante nella Tercera División, con cui ha firmato un contratto, dopo che il provino era andato a buon fine.
Nel luglio 2016 viene acquistato dal Lorca, che lo aggrega alla squadra riserve. L'anno successivo, si trasferisce all'Alavés, dove anche qui viene aggregato alla squadra riserve.
Nel luglio 2018, viene ceduto in prestito ai croati dell'Istria 1961, società satellite dell'Alavés, per un'intera stagione. Il 1º ottobre successivo ha esordito con la squadra, subentrando a Ramón Miérez nell'incontro di campionato vinto per 3-0 contro il Rudeš. Il prestito viene esteso anche per i due anni successivi, in cui totalizza 4 reti in 36 partite di campionato (più due presenze e due reti nei play-out) con la società di Pola. Il 30 gennaio 2021, a causa dei persistenti infortuni, risolve il contratto che lo legava all'Istra 1961. Nello stesso giorno, viene comunicato il suo prestito al Real Murcia, in Segunda División B, fino al termine della stagione.
Il 19 luglio 2021 firma un contratto fino al 2022, con opzione di rinnovo per un altro anno, con il Córdoba.

## Statistiche

### Presenze e reti nei club
Statistiche aggiornate al 18 maggio 2022.
| Stagione           | Squadra            | Campionato         | Campionato | Campionato | Coppe nazionali | Coppe nazionali | Coppe nazionali | Coppe continentali | Coppe continentali | Coppe continentali | Altre coppe | Altre coppe | Altre coppe | Totale | Totale |
| Stagione           | Squadra            | Comp               | Pres       | Reti       | Comp            | Pres            | Reti            | Comp               | Pres               | Reti               | Comp        | Pres        | Reti        | Pres   | Reti   |
| ------------------ | ------------------ | ------------------ | ---------- | ---------- | --------------- | --------------- | --------------- | ------------------ | ------------------ | ------------------ | ----------- | ----------- | ----------- | ------ | ------ |
| 2018-2019          | Istria 1961        | 1.HNL              | 17+2       | 4+2        | CC              | 2               | 0               |                    | -                  | -                  |             | -           | -           | 21     | 6      |
| 2019-2020          | Istria 1961        | 1.HNL              | 8          | 0          | CC              | 0               | 0               |                    | -                  | -                  |             | -           | -           | 8      | 0      |
| 2020-gen. 2021     | Istria 1961        | 1.HNL              | 11         | 0          | CC              | 1               | 0               |                    | -                  | -                  |             | -           | -           | 12     | 0      |
| Totale Istria 1961 | Totale Istria 1961 | Totale Istria 1961 | 38         | 6          |                 | 3               | 0               |                    | -                  | -                  |             | -           | -           | 41     | 6      |
| gen.-giu. 2021     | Real Murcia        | SDB                | 6+5        | 1+0        |                 | -               | -               |                    | -                  | -                  |             | -           | -           | 11     | 1      |
| 2021-2022          | Córdoba            | SDR                | 33         | 13         | CR              | 1               | 0               |                    | -                  | -                  |             | -           | -           | 34     | 13     |
| Totale carriera    | Totale carriera    | Totale carriera    | 82         | 20         |                 | 4               | 0               |                    | -                  | -                  |             | -           | -           | 86     | 20     |